# Więcław (Jugów)
Więcław – część wsi Jugów w Polsce, położona w województwie dolnośląskim, w powiecie kłodzkim, w gminie Nowa Ruda, w Sudetach Środkowych.
W latach 1975–1998 Więcław administracyjnie należał do województwa wałbrzyskiego.